# Chủ tịch Quốc hội Lào
Chủ tịch Quốc hội nước Cộng hoà Dân chủ Nhân dân Lào (tiếng Lào: ປະທານ ສະພາແຫ່ງຊາດ ສາທາລະນະລັດ ປະຊາທິປະໄຕ ປະຊາຊົນລາວ) còn được gọi là Chủ tịch Quốc hội Lào (tiếng Lào: ປະທານ ສະພາແຫ່ງຊາດ ລາວ) là người đứng đầu Ủy ban Thường vụ Quốc hội – cơ quan thường trực của Quốc hội Lào. Quốc hội bầu ra Chủ tịch Quốc hội trong số các đại biểu Quốc hội và có cùng nhiệm kỳ với Quốc hội cùng khóa. Chủ tịch Quốc hội không thể đồng thời là thành viên Chính phủ Lào, làm việc theo chế độ chuyên trách. Chủ tịch Quốc hội mỗi khóa thực hiện nhiệm vụ, quyền hạn của mình cho đến khi Quốc hội khóa mới bầu ra Ủy ban Thường vụ Quốc hội mới.

## Lịch sử

### Vương quốc Lào
Hiến pháp Vương quốc Lào được ban hành vào năm 1947, theo đó nghị viện Vương quốc Lào gồm hai viện: Hội đồng Hoàng gia (thượng viện) và Quốc hội (hạ viện).
Trong đó Hội đồng Hoàng gia gồm 12 đại biểu, trong đó 6 đại biểu do Quốc vương bổ nhiệm và 6 đại biểu do Quốc hội bầu. Quốc hội gồm 60 đại biểu được bầu theo phổ thông đầu phiếu. Hoàng thân Souphanouvong từng giữ chức Chủ tịch Quốc hội Vương quốc Lào từ năm 1958 đến năm 1959 trong giai đoạn Lào trung lập.
Phoui Sananikone, Chủ tịch Quốc hội cuối cùng của Quốc hội Vương quốc Lào, là Chủ tịch Quốc hội từ 2/1974. Ông là người khởi xướng các thủ tục luận tội chính phủ Souvanna Phouma, góp phần không ngừng củng cố các vị trí của Pathet Lào. Tuy nhiên, đến tháng 7/1974, trước sức ép của Chính phủ lâm thời, vua Sisavang Vatthana buộc phải giải tán Quốc hội, các thủ tục tố tụng không diễn ra, và Phoui Sananikone bị mất chức. Quốc hội chính thức bị giải tán tháng 7/1974, dự kiến sẽ tổ chức bầu cử Quốc hội năm 1976, nhưng không được diễn ra.
Hội đồng Hoàng gia bị giải thể cùng với Vương quốc Lào ngày 2/12/1975, khi Cộng hòa Dân chủ Nhân dân Lào được thành lập.

### Cộng hòa Dân chủ Nhân dân Lào
Sau khi Hiệp định Viêng Chăn năm 1973 được ký kết , tiến trình hòa giải dân tộc ở Lào bước sang một giai đoạn mới. Ngày 5 tháng 4 năm 1974, nhà vua phê chuẩn thành phần chính phủ liên minh của Souvanna Phouma, và Hoàng thân Souphanouvong được phê chuẩn làm chủ tịch cơ quan tư vấn và lập pháp chuyển tiếp cao nhất, Hội đồng Quốc gia Chính trị Liên hiêp. Hội đồng Quốc gia Chính trị Liên hiêp, họp dưới sự chủ trì của Souphanouvong vào ngày 25 tháng 4 năm 1974 tại Luang Prabang, đã thông qua Chương trình Xây dựng Hòa bình, Độc lập, Trung lập, Dân chủ, Thống nhất và Thịnh vượng của Vương quốc Lào và các Quy định về Quyền tự do Dân chủ của Công dân Lào. Chương trình chính trị quy định quyền tự do ngôn luận, tự do báo chí, tự do hội họp, bảo đảm quyền biểu quyết và quyền tự do kinh doanh, cũng như quyền sở hữu tư nhân.
Vào tháng 11 năm 1975, tại những vùng lãnh thổ đã hoàn toàn do lực lượng Pathet Lào kiểm soát, đã được phát động một chiến dịch yêu cầu giải tán chế độ quân chủ, giải tán chính quyền lâm thời và thành lập các cơ cấu nhà nước mới ngay cả khi trước tổng tuyển cử, dự kiến vào ngày 1 tháng 4 năm 1976. Vào ngày 25 tháng 11 năm 1975, Souphanouvong đã triệu tập một cuộc họp của Hội đồng Quốc gia Chính trị Liên hiêp tại Viengxay, họ đã chấp thuận những yêu cầu này, và ngay sau đó, cùng với Souvanna Phouma và Phoumi Vongvichit, ông đã đến Luang Prabang để thương lượng với nhà vua. Chế độ quân chủ bị bãi bỏ.
Ngày 2 tháng 12 năm 1975, Đại hội Đại biểu Nhân dân Toàn quốc tại Viêng Chăn chấp nhận sự từ chức của Hội đồng Quốc gia Chính trị Liên hiêp và bổ nhiệm Hoàng thân Souphanouvong làm chủ tịch đầu tiên của nước Cộng hòa dân chủ nhân dân Lào mới thành lập và chủ tịch Hội đồng Nhân dân Tối cao nước Cộng hòa Dân chủ Nhân dân Lào.
Souphanouvong giữ chức chủ tịch Hội đồng Nhân dân Tối cao cho đến khi ông từ chức vì lý do sức khỏe vào tháng 10 năm 1986. Sau năm 1986, Phoumi Vongvichit giữ chức quyền chủ tịch Hội đồng Nhân dân Tối cao, và vào tháng 6 năm 1989, Bộ trưởng Bộ Tài chính Nouhak Phoumsavanh được bầu làm Chủ tịch Hội đồng Nhân dân Tối cao.
Vào ngày 25/11/1992, Nouhak Phoumsavanh được bầu làm Chủ tịch nước. Ngày 20/12/1992, Hội đồng Nhân dân Tối cao được đổi tên thành Quốc hội, Samane Vignaket được bầu làm Chủ tịch Quốc hội. Ông giữ chức vụ này liên tục đến tháng 6/2006 khi Quốc hội khóa VI bầu Thongsing Thammavong làm Chủ tịch Quốc hội.
Vào ngày 23 tháng 12 năm 2010, Thủ tướng Bouasone Bouphavanh tuyên bố từ chức do vấn đề gia đình. Cùng ngày Quốc hội đã bỏ phiếu miễn nhiệm và bầu Thongsing Thammavong làm Thủ tướng. Và bầu Phó Chủ tịch Quốc hội Pany Yathotou làm Chủ tịch Quốc hội, đây là nữ Chủ tịch Quốc hội đầu tiên của Lào.
Pany Yathotou giữ chức vụ đến hết Quốc hội khóa VIII. Tại kỳ họp khai mạc Quốc hội khóa IX ngày 22/3/2021, Saysomphone Phomvihane được bầu làm Chủ tịch Quốc hội, ông hiện đang giữ chức vụ này cho đến nay.

## Vai trò
Chủ tịch Quốc hội là người đứng đầu tối cao Quốc hội thực hiện việc chỉ đạo, điều hành công việc của Quốc hội, đồng thời là người đại diện cho Quốc hội trong các hoạt động đối nội và đối ngoại.

## Nhiệm vụ và quyền hạn
Chủ tịch Quốc hội có quyền và nhiệm vụ sau:
- Chủ toạ Quốc hội, chủ toạ phiên họp Ủy ban Thường vụ Quốc hội;
- Lãnh đạo, đôn đốc và giám sát hoạt động của Ủy ban Thường vụ Quốc hội, các Ủy ban, Ban Thư ký của Quốc hội và các cơ quan do Ủy ban thường vụ Quốc hội thành lập;
- Phân công nhiệm vụ cho các Phó Chủ tịch Quốc hội, các ủy viên Ủy ban Thường vụ Quốc hội;
- Trao đổi ý kiến, phối hợp thực hiện công việc quan trọng của quốc gia với Chủ tịch nước, Thủ tướng Chính phủ và người đứng đầu các tổ chức khác;
- Thực hiện các quyền và nhiệm vụ khác theo quy định của pháp luật.

## Nhiệm kỳ
Chủ tịch Quốc hội được Ủy ban Thường vụ Quốc hội giới thiệu để Quốc hội bầu tại kỳ họp khai mạc Quốc hội khóa mới. Và có nhiệm kỳ 5 năm theo nhiệm kỳ Quốc hội cùng khóa, không quá 2 nhiệm kỳ liên tiếp.
Chủ tịch Quốc hội cử ra một Phó Chủ tịch Quốc hội hoặc một Ủy viên Ủy ban Thường vụ Quốc hội thay mặt Chủ tịch Quốc hội trong trường hợp vắng mặt. Trường hợp Chủ tịch Quốc hội không thực hiện được nhiệm vụ thì Ủy ban Thường vụ Quốc hội bầu ra một Phó Chủ tịch Quốc hội tạm quyền Chủ tịch Quốc hội cho đến khi Quốc hội nhóm họp để bầu ra Chủ tịch Quốc hội mới.

## Danh sách Chủ tịch Quốc hội
| Thứ tự                                         | Quốc hội khóa | Chủ tịch Quốc hội      | Bổ nhiệm | Miễn nhiệm | Chức vụ kiêm nhiệm                                                                                   | Chính đảng                  | Ghi chú                   |
| ---------------------------------------------- | ------------- | ---------------------- | -------- | ---------- | --- | --------------------------- | ------------------------- |
| Chủ tịch Hội đồng Nhân dân Tối cao (1975-1992) |               |                        |          |            | |                             |                           |
| 1                                              | I             | Souphanouvong          | 12/1975  | 10/1986    | Ủy viên Bộ Chính trị Trung ương Đảng Chủ tịch nước Chủ tịch Mặt trận Lào Xây dựng Đất nước (từ 1979) | Đảng Nhân dân Cách mạng Lào | Từ chức vì lý do sức khỏe |
| -                                              | I             | Sisomphon Lovansay     | 10/1986  | 3/1989     | Ủy viên Bộ Chính trị Trung ương Đảng Bí thư Trung ương Đảng Phó Chủ tịch Quốc hội                    | Đảng Nhân dân Cách mạng Lào | Quyền Chủ tịch            |
| 2                                              | II            | Nouhak Phoumsavanh     | 3/1989   | 12/1992    | Ủy viên Bộ Chính trị Trung ương Đảng                                                                 | Đảng Nhân dân Cách mạng Lào |                           |
| Chủ tịch Quốc hội (1992-nay)                   |               |                        |          |            | |                             |                           |
| 3                                              | III           | Samane Viyaket         | 12/1992  | 12/1997    | Ủy viên Bộ Chính trị Trung ương Đảng                                                                 | Đảng Nhân dân Cách mạng Lào |                           |
| 3                                              | IV            | Samane Viyaket         | 12/1997  | 2/2002     | Ủy viên Bộ Chính trị Trung ương Đảng                                                                 | Đảng Nhân dân Cách mạng Lào |                           |
| 3                                              | V             | Samane Viyaket         | 2/2002   | 4/2006     | Ủy viên Bộ Chính trị Trung ương Đảng                                                                 | Đảng Nhân dân Cách mạng Lào |                           |
| 4                                              | VI            | Thongsing Thammavong   | 4/2006   | 12/2010    | Ủy viên Bộ Chính trị Trung ương Đảng                                                                 | Đảng Nhân dân Cách mạng Lào |                           |
| 5                                              | VI            | Pany Yathotou          | 12/2010  | 4/2011     | Ủy viên Bộ Chính trị Trung ương Đảng                                                                 | Đảng Nhân dân Cách mạng Lào |                           |
| 5                                              | VII           | Pany Yathotou          | 4/2011   | 3/2016     | Ủy viên Bộ Chính trị Trung ương Đảng                                                                 | Đảng Nhân dân Cách mạng Lào |                           |
| 5                                              | VIII          | Pany Yathotou          | 3/2016   | 3/2021     | Ủy viên Bộ Chính trị Trung ương Đảng                                                                 | Đảng Nhân dân Cách mạng Lào |                           |
| 6                                              | IX            | Saysomphone Phomvihane | 3/2021   | nay        | Ủy viên Bộ Chính trị Trung ương Đảng                                                                 | Đảng Nhân dân Cách mạng Lào |                           |